# Contea di Sunflower
La contea di Sunflower (in inglese: Sunflower County) è una contea dello Stato del Mississippi, negli Stati Uniti. La popolazione al censimento del 2000 era di 34 369 abitanti. Il capoluogo di contea è Indianola.